# دهه ۱۱۰۰ (میلادی)

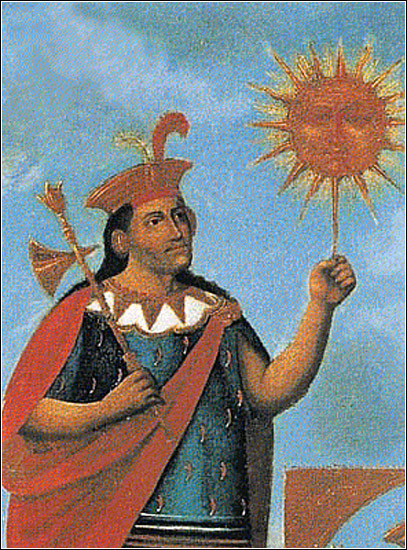
مانکو کاپاک، جزئیات تبارشناسی اینکاها

دهه ۱۱۰۰ (میلادی) صد و دهمین دهه تقویم میلادی است.

## درگذشتگان
‎